# Miron Cozma
Miron Cozma (n. 25 august 1954, Derna, Bihor, România) este un fost lider sindical din Valea Jiului, de profesie subinginer electromecanic tehnolog. În 1999 a fost condamnat definitiv pentru infracțiunile comise în Mineriada din 1991. A fost grațiat de președintele Ion Iliescu în anul 2004.

## Istoricul mineriadelor

### 1990
Mineriada din iunie 1990 a fost cea de a treia acțiune de acest gen întreprinsă în România postdecembristă. A avut loc în perioada 13-15 iunie 1990 în București, când forțele de ordine, susținute de mineri, au intervenit în forță împotriva protestatarilor din Piața Universității și a populației civile. A fost considerată cea mai sângeroasă, cea mai brutală ca stil și anvergură dintre toate acțiunile minerilor. 

### 1991
El este cel mai bine cunoscut pentru rolul său în conducerea minerilor din Valea Jiului la Mineriada din 1991, un act care a cauzat demisia guvernului reformist al lui Petre Roman, alături de violențe împotriva cetățenilor de rând, lăsând în urma lor peste 400 de răniți și 3 morți.

### 1999
În luna ianuarie 1999 Cozma, pe atunci vicepreședinte al PRM, a condus minerii într-o altă serie de proteste cauzate de intenția guvernului lui Radu Vasile de a închide minele din Valea Jiului, care aduceau statului mari pierderi de bani. Intenționând să facă presiuni asupra guvernului, Cozma și minerii lui au început marșul spre București. Minerii s-au ciocnit cu Jandarmeria în localitatea Costești, județul Vâlcea; aproximativ 70 de mineri și 100 de jandarmi au fost răniți și un miner a murit. Curând după aceea prim-ministrul Radu Vasile a purtat discuții cu Miron Cozma la Mănăstirea Cozia, mediate de episcopul Ioan Selejan. Acolo s-a convenit încheierea marșului și retragerea minerilor spre Valea Jiului. 
Mineriada a beneficiat de sprijinul logistic al PRM-ului condus de Corneliu Vadim Tudor și a fost descrisă în presă ca o tentativă de lovitură de stat.

## Condamnări penale

### 1999
La începutul lunii februarie 1999 Cozma a fost condamnat de către Curtea Supremă de Justiție la 18 ani de închisoare pentru implicarea sa în mineriadele din anul 1991. Acest lucru a determinat un nou marș rapid al minerilor spre București. De această dată, forțele speciale au intervenit și au împrăștiat minerii la Stoenești, Olt. Cozma și locotenenții săi au fost capturați de către poliție. Miron Cozma a fost dus la închisoarea Rahova pentru a își ispăși pedeapsa.
Miron Cozma este un personaj foarte controversat, atât în interiorul Văii Jiului, cât și în afara acesteia. Miron Cozma este considerat de unii a fi un protejat al fostului președinte Ion Iliescu. El a fost grațiat de președintele Ion Iliescu pe 15 decembrie 2004,
cu doar câteva zile înainte ca mandatul său de președinte să fie încheiat, dar grațierea a fost revocată în 16 decembrie, ca urmare a protestelor împotriva deciziei. Noul președinte, Traian Băsescu, a spus că această anulare de grațiere a fost un succes al societății civile, al democrațiilor europene și al Statelor Unite, care au protestat vehement. Cu toate acestea, Cozma a fost eliberat din închisoare în iunie 2005, când anularea grațierii lui a fost declarată ilegală de către Curtea de Apel București.

### 2005
În septembrie 2005 a fost condamnat de Înalta Curte de Casație și Justiție la 10 ani de închisoare pentru mineriada din ianuarie 1999. Toate sentințele s-au suprapus, în așa fel încât, din iunie 2006 a fost condamnat la o pedeapsă de 13 luni în închisoare. Pe 2 iunie 2006 cererea lui Miron Cozma de a fi eliberat pe cauțiune a fost respinsă de către Comisia Penitenciarului Rahova. Un tribunal din București a respins 2 săptămâni mai târziu recursul său împotriva deciziei.
Miron Cozma a fost eliberat din închisoare pe 2 decembrie 2007, primind însă restricție de intrare în Petroșani sau București. După ce a părăsit Rahova, a zburat la Timișoara.

### Procesul în curs
Pe 13 iunie 2017 a fost trimis în judecată, alături de Ion Iliescu, Petre Roman, Gelu Voican Voiculescu, Virgil Măgureanu și alții, pentru mineriada din iunie 1990, sub acuzația comiterii de infracțiuni contra umanității. În data de 10 decembrie 2020 instanța a decis retrimiterea dosarului la Parchet, pentru refacerea rechizitoriului.